# العلاقات البليزية الكازاخستانية
العلاقات البليزية الكازاخستانية هي العلاقات الثنائية التي تجمع بين بليز وكازاخستان.

## مقارنة بين البلدين
هذه مقارنة عامة ومرجعية للدولتين:
| وجه المقارنة                                              | بليز         | كازاخستان                      |
| --------------------------------------------------------- | ------------ | ------------------------------ |
| المساحة (كم2)                                             | 22.97 ألف    | 2.72 مليون                     |
| عدد السكان (نسمة)                                         | 374.68 ألف   | 17.95 مليون                    |
| الكثافة السكانية (ن./كم²)                                 | 16.31        | 6.6                            |
| العاصمة                                                   | بلموبان      | نور سلطان                      |
| اللغة الرسمية                                             | لغة إنجليزية | اللغة القازاقية، اللغة الروسية |
| العملة                                                    | دولار بليزي  | تينغ كازاخستاني                |
| الناتج المحلي الإجمالي (بليون دولار)                      | 1.84 مليار   | 159.41 مليار                   |
| الناتج المحلي الإجمالي (تعادل القوة الشرائية) بليون دولار | 3.05 مليار   | 439.39 مليار                   |
| الناتج المحلي الإجمالي الاسمي للفرد دولار أمريكي          | 4.88 ألف     | 10.51 ألف                      |
| الناتج المحلي الإجمالي للفرد دولار أمريكي                 | 8.42 ألف     | 24.23 ألف                      |
| مؤشر التنمية البشرية                                      | 0.715        | 0.788                          |
| رمز المكالمات الدولي                                      | +501         | +7                             |
| رمز الإنترنت                                              | .bz          | .kz، .қаз ‏                     |
| المنطقة الزمنية                                           | 00           | ت ع م+05:00، ت ع م+06:00       |

## منظمات دولية مشتركة
يشترك البلدان في عضوية مجموعة من المنظمات الدولية، منها:
| علم المنظمة | اسم المنظمة                        | تاريخ انضمام بليز | تاريخ انضمام كازاخستان |
| ----------- | ---------------------------------- | ----------------- | ---------------------- |
|             | الاتحاد البريدي العالمي            | ?                 | ?                      |
|             | يونسكو                             | 10 مايو 1982      | 22 مايو 1992           |
|             | البنك الدولي للإنشاء والتعمير      | 19 مارس 1982      | 23 يوليو 1992          |
|             | وكالة ضمان الاستثمار متعدد الأطراف | 29 يونيو 1992     | 12 أغسطس 1993          |
|             | الاتحاد الدولي للاتصالات           | 16 ديسمبر 1981    | 23 فبراير 1993         |
|             | منظمة الشرطة الجنائية الدولية      | ?                 | ?                      |
|             | مؤسسة التمويل الدولية              | 19 مارس 1982      | 30 سبتمبر 1993         |
|             | الأمم المتحدة                      | 25 سبتمبر 1981    | 2 مارس 1992            |
|             | مؤسسة التنمية الدولية              | 19 مارس 1982      | 23 يوليو 1992          |
|             | الفريق المعني برصد الأرض           | ?                 | ?                      |
|             | منظمة حظر الأسلحة الكيميائية       | ?                 | ?                      |

## وصلات خارجية
- موقع وزارة الخارجية البليزية
- موقع وزارة الخارجية الكازاخستانية